# Korutanská marka
Korutanská marka byla markou vytvořenou v roce 889 jako pohraniční území Karolínské říše.
Před tímto datem existovala jako samostatné knížectví, kterému vládla slovanská knížata zprvu nezávisle, poté pod bavorskou a následně franskou nadvládou. Knížectví se členilo na hrabství a po nastoupení korutanského vévody na východofranský trůn bylo sjednoceno pod jedinou autoritou jako obranná marka proti Slovanům z Panonského Chorvatska. Když byla Korutanská marka v roce 976 povýšena na Korutanské vévodství, byla vytvořena nová Korutanská marka (tedy území chránící Korutanské vévodství), ze které se později stala Štýrská marka. Nejvýznamnějšími městy marky byly Friesach a Villach.

## Historie

### Vznik
V roce 745 se nezávislé slovanské knížectví Karantánie na obranu před vzrůstajícím nebezpečím ze strany avarského kaganátu dobrovolně poddalo bavorskému vévodovi Odilovi, který byl sám franským vazalem. Tímto poddáním se bavorská hranice posunula na východ a za Odilova syna Tassila započala pozvolná christianizace slovanských kmenů za řekou Enží. Území Korutan plně integroval v roce 788 Karel Veliký do Franské říše tím, že je společně s Istrijskou markou přičlenil k Furlanskému vévodství. Za jeho vlády značně vzrostla misijní činnost, na které se podílela především solnohradská arcidiecéze.
Korutanci mezi lety 819–832 podporovali vládce Panonského Chorvatska Ljudevíta Posávského v jeho povstání proti franské nadvládě. V roce 827 napadli Korutansko Bulhaři a pod vlivem této události o rok později rozdělil franský císař Ludvík I. Pobožný Furlanské vévodství do čtyř hrabství, z nichž dvě nejsevernější – Korutany a Panonské Chorvatsko – byly vyčleněny z Italského království a připojeny k Bavorsku. Brzy poté reorganizoval Korutany jako jedno z franských hrabství Ludvík II. Němec. Do té doby vládla v Koutanech místní slovanská knížata, po reorganizaci se říšská administrativa skládala ze smíšených bavorsko-slovanských elit.

### Karloman a Arnulf

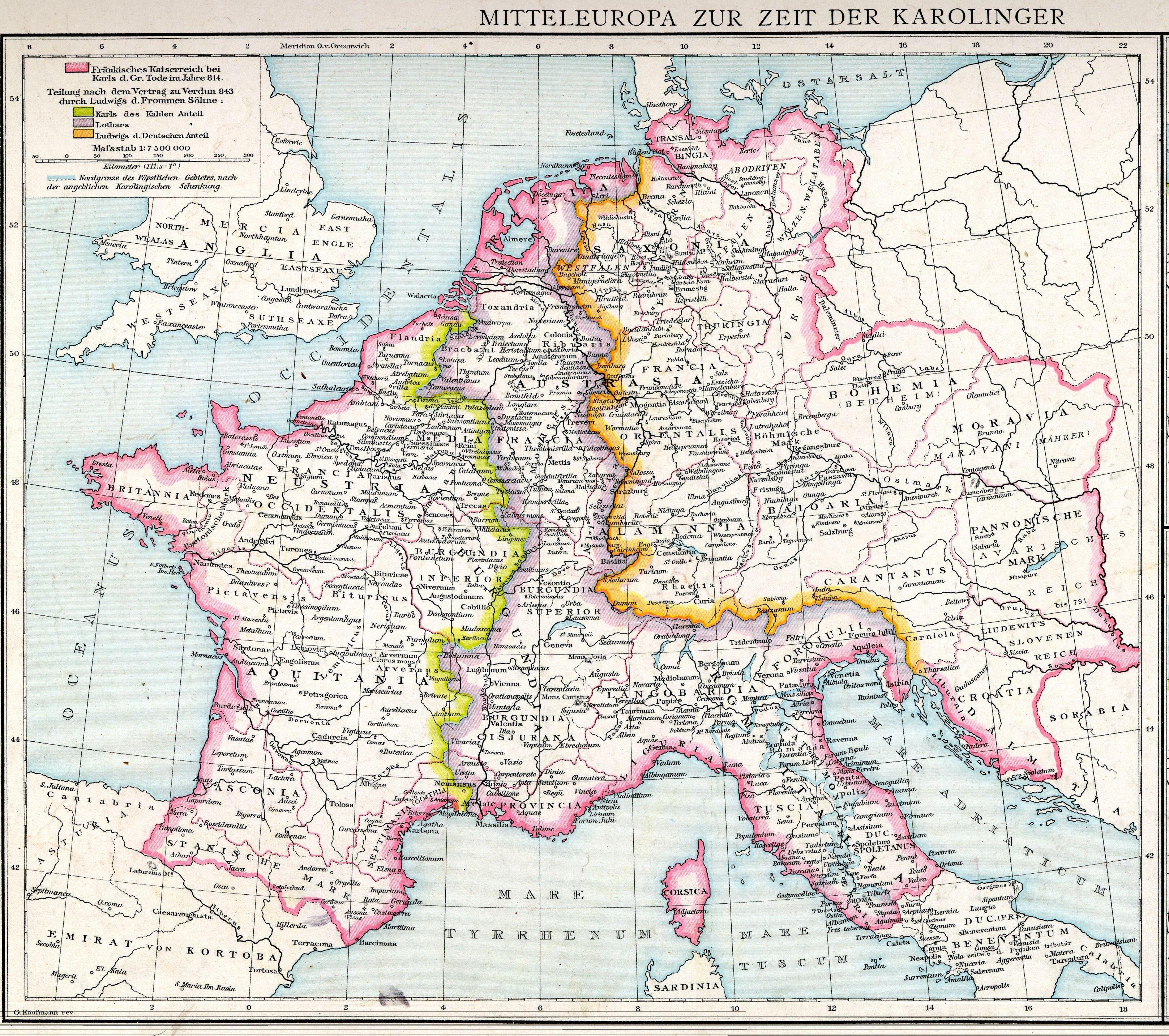
Mapa střední Evropy v 9. století s vyznačením území Korutanské marky (Carantanus)

Teritorium Korutan zůstalo začleněno do Bavorska i za krále Ludvíka Němce. V roce 855 prefekt východní marky Ratbod podpořil povstání moravského knížete Rostislava proti Východofranské říši, a proto byl pro zradu ze svého úřadu Ludvíkem sesazen. Na jeho místo o rok později Ludvík dosadil svého nejstaršího syna Karlomana.
Karloman převzal vládu i nad ostatními markami na franském východě, Korutanskou a Panonskou, a v roce 858 s velkým vojskem vytáhl proti Rostislavovi, kterého donutil uzavřít příměří. Sám se na svém od otce svěřeném území zařizoval velice samostatně, a když proti němu roce 861 povstal i se svými podřízenými hrabaty korutanský markrabí Pabo, Karloman ho sesadil a nahradil Gundacharem.. Ludvík Němec se rozhodl předejít synově vzrůstající nezávislosti a v roce 861 vpadl do Korutanska, Karlomanovy mocenské základny. Ludvíka mělo zastavit na řece Schwarza Karlomanem vyslané velké vojsko v čele s Gundacharem, k bitvě však nedošlo, protože Gundachar přeběhl ke králi Ludvíkovi. Karloman byl následně zajat, zbaven svého úřadu, který odměnou za svou zradu získal právě Gundachar.
Poté, co se Karloman se svým otcem usmířil a obdržel titul krále Bavorska, udělil vládu v Korutanech svému nelegitimnímu synovi Arnulfovi, kterého měl s korutanskou milenkou. Arnulf sídlil v Moosburgu (Mosapurc) a Korutanci ho považovali za svého rodilého vládce. Karloman v roce 879 utrpěl záchvat mrtvice, zůstal částečně ochrnut a po dohodě přenechal vládu v Bavorsku svému bratrovi Ludvíkovi Mladšímu, který Arnulfa potvrdil v jeho postavení vládce Korutanska. Arnulf vládl v létě a na podzim roku 879 víceméně i v samotném Bavorsku, zatímco Karloman uspořádával své nástupnictví, ve kterém přidělil Arnulfovi buď Pannonii (jak píší Fuldské letopisy) nebo Carantanum (podle kroniky Regina z Prümu.

### Další dějiny
Nejjižnější marky Východofranské říše – Korutany a Karniola – byly na přelomu devátého a desátého století obzvláště vystaveny nájezdům kočujících Maďarů. Svůj první útok do oblasti Korutan provedli v roce 901, jen dva roky potom, co napadli západní Evropu. V roce 952 bylo Korutansko spolu s markami Karniolskou, Istrijskou a Furlanskou opět přímo podřízeno bavorskému vévodství.
V devátém století se od Korutanské marky oddělila Štýrská marka (po staré Korutanské marce zdědila stejný název, protože se stala pohraničním územím (markou) nově povýšeného Korutanského vévodství. Tuto novou marku povýšil v roce 1180 Fridrich I. Barbarossa na Štýrské vévodství. Prvním známým korutanským markrabětem byl Markward s titulem praeses de Carinthia.
Císař Ota II. jmenoval svého synovce Otu I. Švábského v roce 976 bavorským vévodou a Korutany s ostatními sousedními markami z jeho vévodství vyčlenil. Korutanským vévodou se z rozhodnutí císaře stal Jindřich III. Korutanský, který pak ovládáním Istrie, Furlanska a Karnioly zajišťoval bezpečnost východní hranice říše.